# Display
En éthologie, un display est un ensemble de comportements démonstratifs ritualisés permettant à un animal de communiquer avec d’autres, souvent de la même espèce,. Dans des sens plus restreints, on peut parfois parler de parade ou de démonstration de prestance, mais le concept de display est plus général.
L’exemple le plus connu est celui des parades nuptiales, notamment celles des oiseaux, mais des stratégies de display peuvent être utilisées dans d’autres domaines variés, comme la défense territoriale, le fourrageage, la prédation ou la compétition sexuelle — par exemple, brame du cerf pendant le rut —. Il s’agit alors d’une démonstration de force destinée à menacer, impressionner ou intimider les rivaux, mais sans intention réelle de combattre. L’avantage du recours à de telles stratégies est l’évitement de combats véritables, susceptibles d’avoir un coût important pour les individus, ce qui explique qu’elles ont pu être favorisées par la sélection naturelle.
Un grand nombre d’espèces animales ont des comportements de display, depuis les invertébrés — comme les araignées sauteuses — aux vertébrés complexes — comme le phoque commun —.